# Josef Hügi
Josef Hügi (Bazel, 23 januari 1930 - 16 april 1995) was een Zwitsers voetballer die speelde als aanvaller.

## Carrière
Hügi speelde bijna heel zijn spelersloopbaan voor FC Basel maar veroverde in die periode maar één beker in 1953. Wel werd hij drie keer topschutter in 1952, 1953 en 1954. Na zijn periode bij Basel speelde hij nog één seizoen voor FC Zürich en veroverde dat seizoen nog eens de beker in 1963. Daarna speelde hij nog telkens één seizoen voor FC Porrentruy en FC Laufen.
Hij speelde 34 interlands voor Zwitserland waarin hij 22 keer kon scoren. Hij nam met de Zwitsers ploeg deel aan het WK voetbal 1954 in eigen land.

## Erelijst
- FC Basel
  - Zwitserse voetbalbeker: 1953
- FC Zürich
  - Zwitserse voetbalbeker: 1963
- Individueel
  - Topschutter: 1951/52, 1952/53, 1953/54